# Benjamin Williams Crowninshield
Benjamin Williams Crowninshield, ameriški politik, * 27. december 1772, Salem, Massachusetts,  † 3. februar 1851, Boston, ZDA.
Od 16. januarja 1815 do 30. septembra 1818 je bil sekretar vojne mornarice ZDA.
Po njem so poimenovali rušilec USS Crowninshield (DD-134).